# 斯氏擬鰈
斯氏擬鰈為輻鰭魚綱鰈形目鰈亞目鰈科的其中一種，為溫帶海水魚，分布於西北太平洋區，從鄂霍次克海南部、千島群島至日本本州北部、朝鮮半島海域，體長可達50公分，棲息在底層水域，生活習性不明，可做為食用魚。